# Acacia bispinosa
Acacia bispinosa là một loài thực vật có hoa trong họ Đậu. Loài này được Hereman miêu tả khoa học đầu tiên.